# Happiness Is a Warm Gun
〈Happiness Is a Warm Gun〉은 1968년 11월 22일에 발매된 더블 음반 《The Beatles》에 수록된 비틀즈의 노래이다. 비록 레논-매카트니에게 인정 받았지만, 이 노래는 존 레논이 작곡했다. 이 곡은 레논이 "더러운 노인", "마약 중독자", "총잡이(50년대 R&R의 성가)"로 지칭하는 세 개의 뚜렷한 부분으로 구성되었다. 그는 NRA 잡지에서 제목을 따왔으며, 가사가 총에 대한 이중 엔트리와 오노 요코에 대한 성욕이라고 설명했다.

## 작곡 및 영감
레논에 따르면, 이 제목은 제작자 조지 마틴이 그에게 보여준 잡지 표지에서 따왔다. "저는 그가 저에게 '행복은 따뜻한 총'이라는 잡지의 표지를 보여줬다고 생각해요. 그건 총잡지였어요. 난 그저 그것이 환상적이고 말도 안 되는 것이라고 생각했습니다. 따뜻한 총은 당신이 무언가를 쐈다는 것을 의미합니다." 이 총잡지는 《피너츠》 만화가 찰스 M. 슐츠가 쓴 《행복은 따뜻한 강아지(Happiness is a Warm Puppy)》라는 베스트셀러에서 유래했다.

## 구성
레논은 "다양한 곡의 세 부분을 합치면... 그것은 모든 다른 종류의 록 음악을 통해 흐르는 것처럼 보였습니다..."라고 말했고 그리고 그것을 미니어처 "로큰롤의 역사"로 묘사했다. 이렇게 하면 3부분 전체에 걸쳐 구성된 구조가 된다.

## 참여 인원
이언 맥도널드 제공
- 존 레논 - 더블 트랙 리드 보컬, 일렉트릭 기타, 해먼드 오르간, 백 보컬
- 폴 매카트니 - 베이스 기타, 피아노, 백 보컬
- 조지 해리슨 - 리드 기타, 백 보컬
- 링고 스타 - 드럼, 탬버린